# Détection du plagiat
La détection du plagiat est un processus visant à lutter contre le plagiat. Le plagiat est un enjeu d'importance, en particulier dans le milieu universitaire. Avec le développement d'Internet et des nouvelles technologies, il s'est beaucoup développé. De nombreux enseignants ont cherché des moyens et méthodes efficaces pour lutter contre cette tendance.

## Moteurs de recherche
Pour détecter un éventuel plagiat scolaire, la première solution consiste à chercher sur un moteur de recherche des mots ou des phrases clés, de préférence entre guillemets, du texte en question, afin de voir si l'on retrouve un texte plagié.
Cette méthode peut s'avérer particulièrement efficace dans le cas d'un élève ayant totalement recopié un article trouvé sur l'Internet. Par contre, si l'élève a plagié de multiples sources, ou seulement une partie de son devoir, une telle recherche peut vite devenir fastidieuse.

## Logiciels de détection du plagiat scolaire
Pour lutter contre ce phénomène grandissant, plusieurs logiciels sont apparus ces derniers temps. Ils ont des caractéristiques sensiblement identiques, mais leur efficacité peut varier.
Ces logiciels vont de la simple comparaison de deux documents à la recherche automatique de sources issues de l'Internet pour les plus performants. Suivant leur degré d'aboutissement, ils sont en mesure de traiter un nombre plus ou moins important de formats de fichiers, les plus répandus étant les fichiers Word, PDF et html.
On distingue en fait fondamentalement deux types de fonctionnement pour ces logiciels :
- ceux qui travaillent sur un serveur distant ;
- ceux qui peuvent être installés directement sur la machine de l'utilisateur, et utilisés en local.

Le premier type de logiciel est a priori le plus efficace car il dispose bien souvent d'une base de données de référence gigantesque, qui s'enrichit à chaque fois qu'un nouveau document lui est soumis pour analyse, le serveur l'incorporant alors à ses documents de référence. 

## Polémiques
L'utilisation du logiciel Turnitin, appuyé sur un serveur distant, donne lieu en 2006 à des accusations de violations des droits d'auteur. Les étudiants se plaignent en effet de voir leurs rapports réutilisés à des fins commerciales par l'éditeur de logiciel.